# Porta di Zungaria

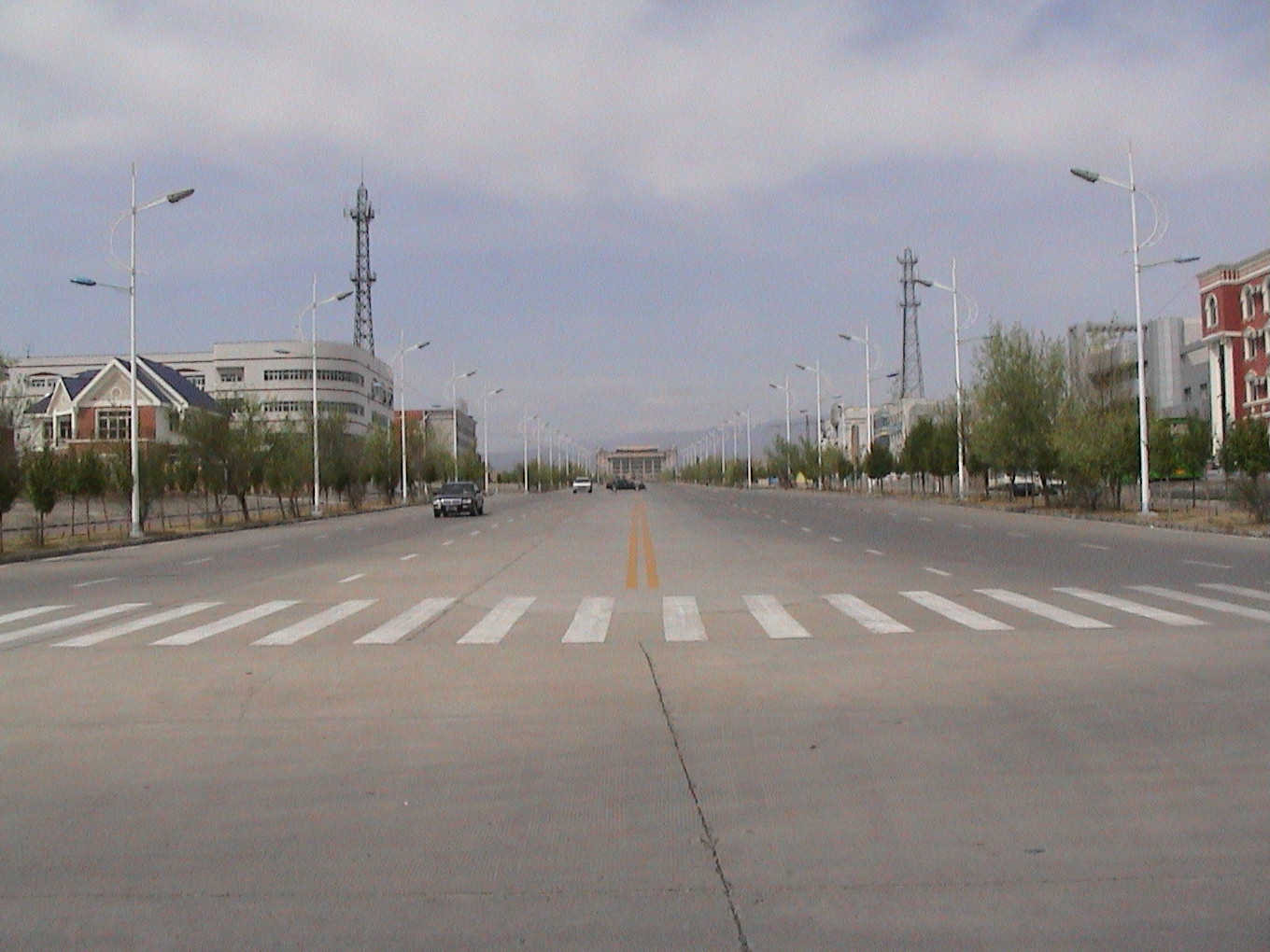
Tianshan Jie, una delle principali strade della Porta di Zungaria.

La Porta di Zungaria, anche passo d'Alataw o Alashankou (cinese:阿拉山口; pinyin: Ālāshānkǒu) è un passo di montagna al confine tra Cina (Prefettura autonoma mongola di Börtala nello Xinjiang) e il Kazakistan (regione di Almaty).
Rappresenta l'estremità più occidentale della ferroviaria Lanzhou-Xinjiang del ramo a nord dello Xinjiang, ed è una porta di ingresso sia tramite collegamento ferroviario che stradale, mettendo in collegamento la Cina con il Kazakistan. Il volume delle importazioni e delle esportazioni che passano attraverso la Porta di Zungaria rappresenta il 90% del totale dello Xinjiang.